# تاجیکستان در المپیک زمستانی ۲۰۰۶
تاجیکستان برای دومین بار با یک ورزشکار در بازی‌های المپیک زمستانی ۲۰۰۶ که در تورین ایتالیا برگزار می‌شد حضور داشت. پرچمدار کاروان تاجیکستان عبدالغفار شریف‌اف بود که البته در مراسم اختتامیه حامل پرچم تاجیکستان بود.

## اسکی آلپاین
| ورزشکار      | رویداد      | نهایی        | نهایی        | نهایی        | نهایی        | نهایی        |
| ورزشکار      | رویداد      | دور اول      | دور دوم      | دور سوم      | مجموع        | رتبه         |
| ------------ | ----------- | ------------ | ------------ | ------------ | ------------ | ------------ |
| آندری دریگین | اسکی سرعت   | -            | -            | -            | ۱:۵۹٫۴۱      | ۵۱           |
| آندری دریگین | سوپر جی     | -            | -            | -            | ۱:۳۷٫۸۵      | ۵۱           |
| آندری دریگین | مارپیچ بزرگ | ناتمام گذاشت | ناتمام گذاشت | ناتمام گذاشت | ناتمام گذاشت | ناتمام گذاشت |